# Secretaria d'Estat de Relacions amb les Corts
La Secretaria d'Estat de Relacions amb les Corts d'Espanya és una de les dues Secretaries d'Estat en les quals s'estructura l'actual Ministeri de la Presidència, Relacions amb les Corts i Igualtat.

## Funcions
Corresponen a la Secretaria d'Estat de Relacions amb les Corts les relacions entre el Govern i les Corts Generals i la coordinació dels assumptes de rellevància constitucional i del programa legislatiu del Govern. En particular, com a òrgan de comunicació habitual entre el Govern i les Corts Generals, li correspon l'exercici de les següents funcions:
1. L'assistència o representació del titular del Ministeri de la Presidència en les reunions de les Juntes de Portaveus de les Càmeres, quan el Govern estimi oportú acudir a aquestes, tot això de conformitat amb el previst en els Reglaments del Congrés dels Diputats i del Senat.
2. La remissió a les Corts Generals dels escrits i comunicacions que el Govern enviï a les Càmeres, excepte en el cas dels convenis i tractats internacionals, projectes de llei, reials decrets llei i reials decrets legislatius, la remissió dels quals correspon al titular del Ministeri de la Presidència, sense perjudici de la seva comunicació electrònica pel Secretari d'Estat a les Càmeres.
3. L'estudi, seguiment i coordinació de la tramitació parlamentària del programa legislatiu del Govern.
4. La coordinació de l'activitat administrativa de les relacions del Govern amb les Corts Generals i l'assistència al Govern en l'àmbit del control parlamentari i, en general, en les seves relacions amb les Càmeres.
5. La coordinació dels assumptes de rellevància constitucional.
6. La realització d'estudis i informes relacionats amb les iniciatives de reforma constitucional i de reforma dels Estatuts d'Autonomia.
7. El seguiment, la valoració i, si escau, la formulació de propostes en relació amb el programa i l'activitat legislativa del Govern.
8. Qualsevol altra funció que pugui derivar de l'activitat de les Corts Generals en les seves relacions amb el Govern.

## Estructura
De la Secretaria d'Estat de Relacions amb les Corts depèn, com a òrgan directiu, la Direcció general de Relacions amb les Corts.
Com a òrgan de suport i assistència immediata al Secretari d'Estat, existeix un Gabinet.

## Llista de secretaris d'Estat de Relacions amb les Corts
- Gabriel Cisneros Laborda (1980-1982)
- Virgilio Zapatero (1982-1986)
- Enrique Guerrero Salom (1993-1996)
- José María Michavila Núñez (1996-2000)
- Jorge Fernández Díaz (2000-2004)
- Francisco Caamaño Domínguez (2004-2009)
- José Luis de Francisco Herrero (2009-2011)
- José Luis Ayllón Manso (2011-2018)
- Rubén Moreno Palanques (febrer-juny 2018)[3][4]
- José Antonio Montilla Martos (2018-juliol 2021)[5][6]
- Rafael Simancas Simancas (juliol 2021-actualitat)[7]